# Haselbach (Kammel)
Der Haselbach (auch als Hasel bezeichnet, wie zwei weitere Flüsse im Landkreis Günzburg) ist ein rechter Nebenfluss der Kammel. Über die Kammel und die Mindel ist er ein indirekter rechter Nebenfluss der Donau in Bayern. Der Fluss ist ab der Gemeindegrenze zwischen der Stadt Krumbach (Schwaben) und der Gemeinde Neuburg an der Kammel ein Gewässer dritter Ordnung.

## Verlauf
Die Quelle des Haselbachs befindet sich südlich der Ortschaft Winzer in der Gemeinde Aletshausen im Landkreis Günzburg. Von dort aus fließt der Haselbach durch ein enges Tal in nördlicher Richtung bis zur Mündung in die Kammel südlich der Ortschaft Naichen (Gemeinde Neuburg an der Kammel) in der Nähe des Hammerschmiedemuseums Naichen.

## Ortschaften

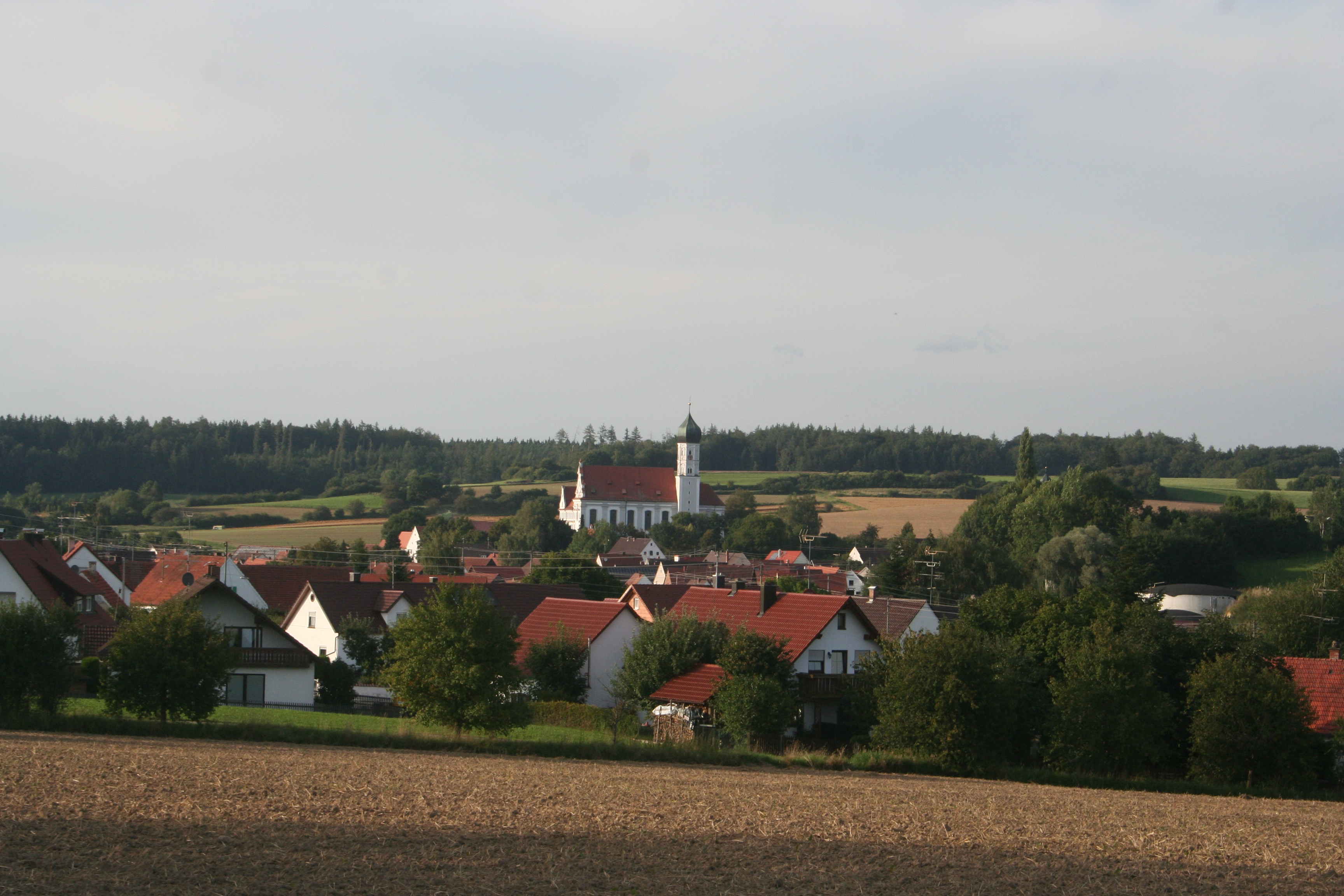
Blick auf Edelstetten von Süden

Einige hundert Meter nördlich der Quelle fließt der Haselbach westlich an Winzer – Gemeinde Aletshausen – vorbei. Weitere Ortschaften, die im Tal des Haselbachs liegen, sind die Stadtteile Edenhausen und Attenhausen der Stadt Krumbach (Schwaben) und Marbach, Edelstetten und Langenhaslach in der Gemeinde Neuburg an der Kammel, wobei Langenhaslach schon in dem Bereich liegt, in dem das Haseltal bereits in das Kammeltal übergegangen ist.

## Sonstiges
- Bei Edenhausen gibt es im Haselbach ein Vorkommen der geschützten Bachmuschel (Unio Crassus).[2]
- Von einigen Stellen im Haseltal hat man einen sehr schönen Blick auf das ehemalige Kloster Edelstetten.
- Im südlichen Teil des Haseltals – von der Quelle bis zur Kreisstraße GZ 7 (Niederraunau–Mindelzell) – wird im Winter bei entsprechender Schneehöhe die sogenannte Haseltalloipe gespurt.[6]